# Євген-Зенон Стахів
Євген-Зенон Стахів (нар. 21 грудня 1944, Львів) — американський учений українського походження Директор з міжнародних проектів Інституту водних ресурсів Корпусу інженерів армії США. Інженер, доктор наук з водних ресурсів, професор, керівник інституту географії та екології університету Джона Гопкінса (Балтімор, США)

## Біографія
Народився у м. Львові 21 грудня 1944 року в сім'ї відомого українського підпільника, діяча ОУН Євгена Павловича Стахіва. Емігрував із родиною до США з Австрії в 1949 році. Вивчав гідрологію. Здобув докторський ступінь із управління водними ресурсами в Університеті Джона Хопкінса в Балтіморі. Проводить дослідження в цій галузі, спеціалізуючись на розробці методів управління водними ресурсами великих річкових басейнів та протиповеневого захисту в умовах кліматичних змін. Очолює управління міжнародних проектів Інституту водних ресурсів Корпусу інженерів армії США .
З 1989 року Євген-Зенон Стахів працював у Міжурядовій групі експертів ООН зі зміни клімату (IPCC) як провідний експерт із дослідження водних проблем. Групі IPCC було присуджено Нобелівську премію Миру за 2007 рік. Упродовж останніх десяти років очолював двосторонню (США — Канада) комісію з розробки та впровадження стратегій поліпшення стану Великих озер.
За програмою «Екологія та політика» викладає два курси: — Інтегроване управління водними ресурсами, — Спецкурс у галузі екологічних наук та політики.
Автор популярного підручника «Практичні інженерні підходи до адаптації клімату» .
Вчений у галузі системи водних ресурсів Землі. Технічний директор Міжнародного центру інтегрованого управління водними ресурсами ЮНЕСКО (ICIWaRM).
Автор проектів водного і екологічного планування у США, Бангладеш, басейні Аральського моря, Іраку, Афганістані, Вірменії та Україні
Працює з ЄЕК ООН та ICIWaRM над проектом «Україна-Молдова транскордонний Дністер Р.»
У 2003 році Євген-Зенон Стахів призначений міністром водного господарства та іригації в Іраку в складі тимчасової військової адміністрації.

## Відзнаки
- Почесний доктор Львівської політехніки (2019)[6].